# Cratere Whanin
Whanin è un cratere sulla superficie di Rea.